# Clientis Bank Oberuzwil
Die Clientis Bank Oberuzwil AG (bis März 2008 Ersparnisanstalt Oberuzwil) ist eine in Oberuzwil und Umgebung verankerte, 1874 gegründete Schweizer Regionalbank.
Ihr Tätigkeitsgebiet liegt traditionell in den Bereichen Hypothekarfinanzierungen, Zahlen, Anlegen und Vorsorge, Private Banking sowie Bankgeschäfte mit kleinen und mittleren Unternehmen.
Die Clientis Bank Oberuzwil ist als selbständige Regionalbank der Entris Holding AG angeschlossen. Innerhalb der Entris Holding AG gehört sie zur Teilgruppierung der Clientis Banken.

## Geschichte
Das Bankinstitut wurde am 13. August 1874 von 32 Mitgliedern der Donnerstags-Gesellschaft Oberuzwil unter dem Namen Ersparnisanstalt Oberuzwil in Form einer Garantie-Aktiengesellschaft gegründet. Ihr ging die 1834 ebenfalls von der Donnerstags-Gesellschaft Oberuzwil gegründete Ersparnis-Aufbewahr-Anstalt (1860 in Ersparnis-Leihanstalt umbenannt) voran.
1893 wurde die Ersparnisanstalt Oberuzwil in eine Genossenschaft nach dem neuen St. Gallischen Sparkassagesetz umgewandelt. 1965 erfolgte mit der Umwandlung in eine Aktiengesellschaft erneut eine Rechtsformänderung. 2003 gehörte die Ersparnisanstalt Oberuzwil zu den Mitbegründern der Clientis-Gruppe, die sich innerhalb der RBA-Gruppe formiert hatte. Anfang 2008 wurde die Dachmarke Clientis in den Unternehmensnamen übernommen und das weiterhin unabhängige Bankinstitut in Clientis Bank Oberuzwil AG umbenannt.

## Galerie

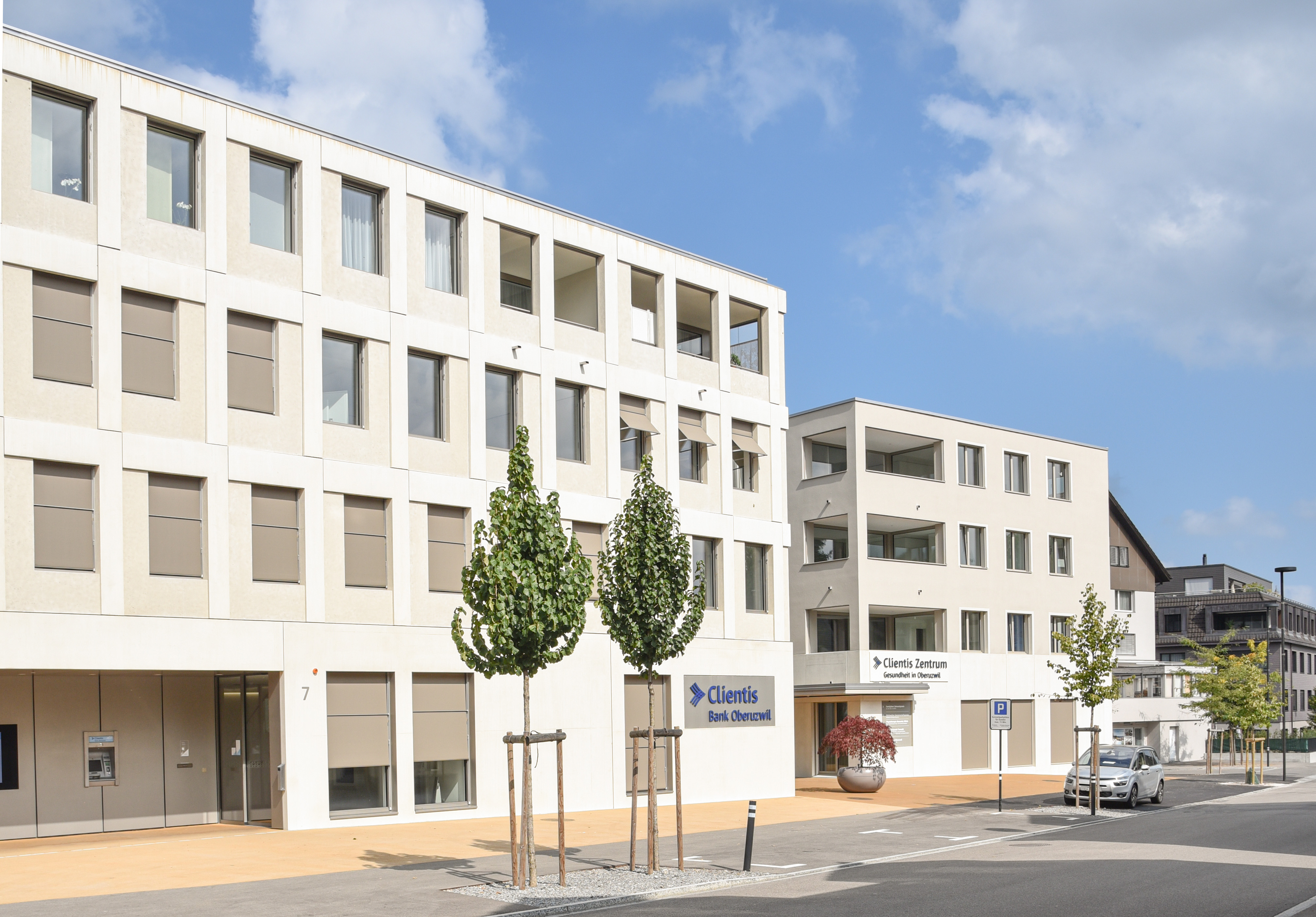
Clientis Bank Oberuzwil